# Regionarkivet för Västra Götalandsregionen och Göteborgs Stad

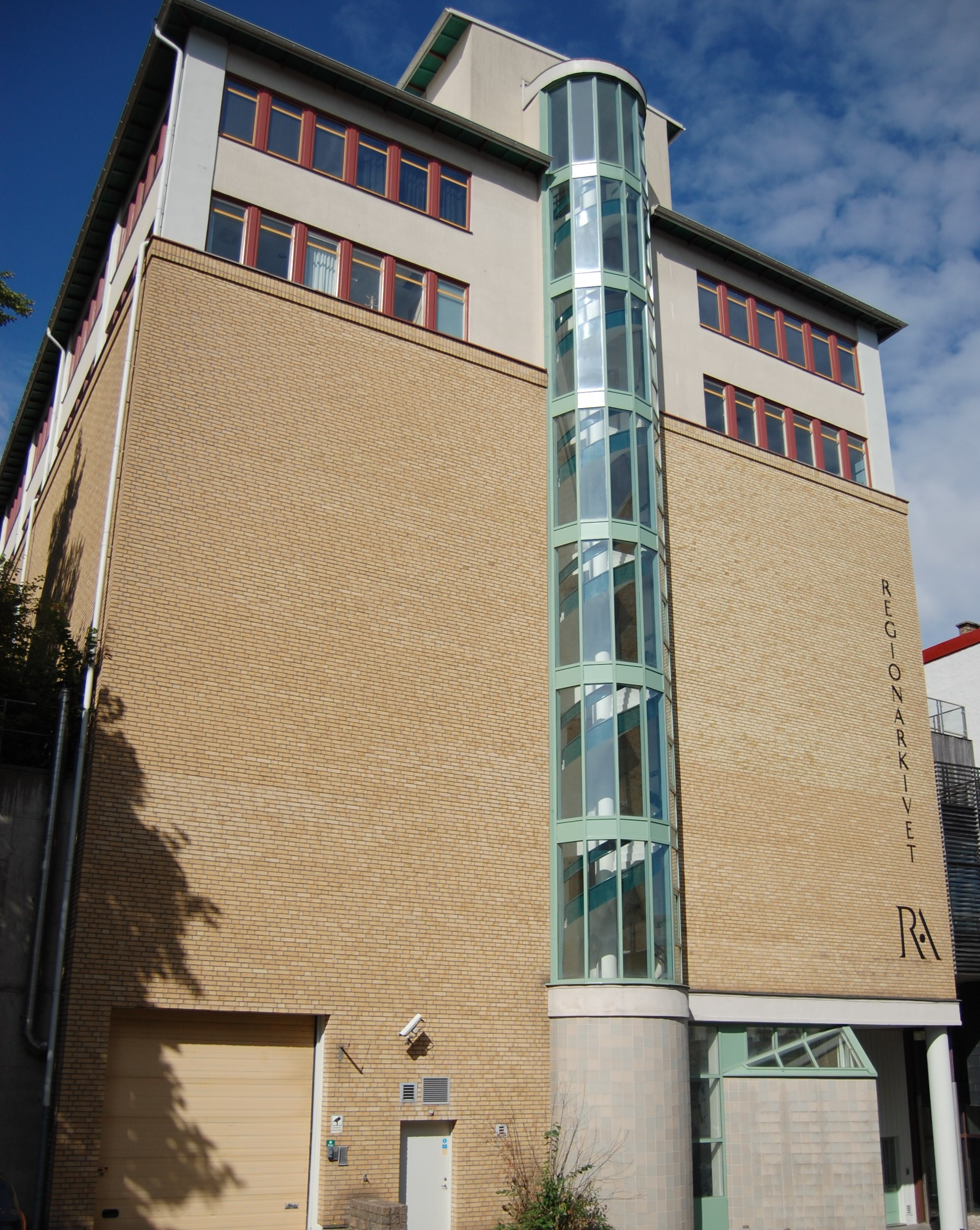
Regionarkivet på Otterhällegatan 5 i Göteborg.

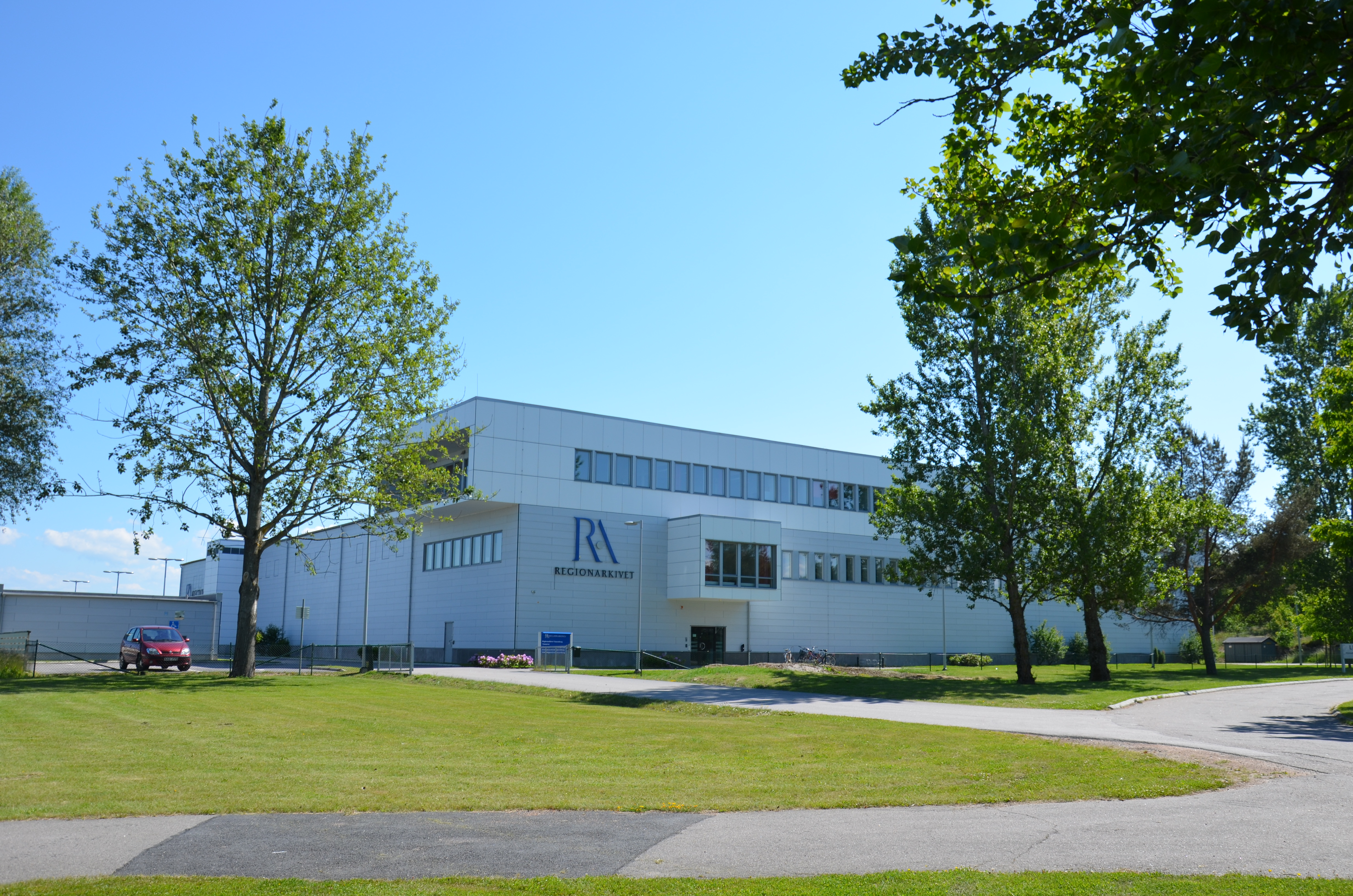
Regionarkivet i Vänersborg.

Regionarkivet för Västra Götalandsregionen och Göteborgs Stad är ett arkiv som förvarar handlingar från och har tillsyn över arkivhanteringen inom Västra Götalandsregionen och Göteborgs kommun. I organisationen ingår även Göteborgs föreningsarkiv. Arkivet finns i Göteborg och Vänersborg. 
Regionarkivet ska inte förväxlas med Landsarkivet i Göteborg, som är ett statligt arkiv och en del av Riksarkivet.

## Organisation
Västra Götalandsregionen och Göteborgs Stad har sedan 1 mars 1999 en gemensam nämnd, Arkivnämnden för Västra Götalandsregionen och Göteborgs Stad, som fungerar som arkivmyndighet enligt Arkivlagen. Staden och regionen utser vardera tre ledamöter och tre ersättare till nämnden.
Regionarkivet är arkivnämndens förvaltning, som bevarar och tillhandahåller allmänna handlingar från Göteborgs Stad och Västra Götalandsregionen, liksom från de upphörda landstingen Göteborgs och Bohus läns landsting, Skaraborgs läns landsting och Älvsborgs läns landsting. Man arbetar också med tillsyn och rådgivning för stadens och regionens myndigheter och bolag. Utöver detta bevarar man arkiv som föreningar i Göteborg överlämnat som gåva eller deposition.

## Regionarkivet Göteborg
Arkivdepå Göteborg med Göteborgs föreningsarkiv ligger på Otterhällegatan 5 i Göteborg. Den kommunala delen hette från 1948 Göteborgs Stads Arkivkontor och från 1975 Göteborgs Stadsarkiv. Före 1993 låg verksamheten vid Haga Kyrkoplan.

### Artur Nilssonsfotografier
En märklig samling är 63 000 fotografier av den göteborgske reklamtecknaren och amatörfotografen Artur Nilsson (1900–1988). Fotosamlingens register är sökbart på webben, men bara några av fotografierna visas, annars är det bara kataloguppgifter.

## Regionarkivet Vänersborg
Arkivdepå Vänersborg ligger sedan 2008 på Niklasbergsvägen 14 i stadsdelen Holmängen.
En tredje depå i Mariestad lades ned 2010, varvid hela beståndet flyttades till Vänersborg.